# 成貴旅客専用線
成貴旅客専用線（せいきりょかくせんようせん）は中華人民共和国四川省成都市と貴州省貴陽市を結ぶ全長632.6km・設計速度250kmの高速鉄道。複線・電化。本線は成都東駅を起点とし、四川省楽山市・宜賓市・雲南省昭通市・貴州省畢節市を経て、貴陽東駅にて滬昆旅客専用線と接続する。
また支線として楽山から分岐し峨眉山に至る31kmの峨眉山支線があり、成都東駅から峨眉山支線に至る部分は建設中は成綿楽旅客専用線と呼ばれていた。

## 概要
- 2008年12月30日、成綿楽旅客専用線として着工。
- 2013年12月25日、楽山駅 - 貴陽東駅間を着工。
- 2014年12月30日、成都東駅 - 峨眉山駅間が開通。
- 2019年6月15日、楽山駅 - 宜賓西駅が開通。[1]
- 2019年12月16日、宜賓西駅 - 貴陽東駅が開通し全線開通。[2]